# Дамбленвиль
Дамбленви́ль (фр. Damblainville) — коммуна во Франции, находится в регионе Нижняя Нормандия. Департамент коммуны — Кальвадос. Входит в состав кантона Фалез-Юг. Округ коммуны — Кан.
Код INSEE коммуны — 14216.

## Население
Население коммуны на 2010 год составляло 232 человека.
| 1962 | 1968 | 1975 | 1982 | 1990 | 1999 | 2010 |
| ---- | ---- | ---- | ---- | ---- | ---- | ---- |
| 165  | 171  | 230  | 220  | 193  | 189  | 232  |

## Экономика
В 2010 году среди 128 человек трудоспособного возраста (15—64 лет) 103 были экономически активными, 25 — неактивными (показатель активности — 80,5 %, в 1999 году было 70,8 %). Из 103 активных жителей работали 93 человека (48 мужчин и 45 женщин), безработных было 10 (6 мужчин и 4 женщины). Среди 25 неактивных 9 человек были учениками или студентами, 9 — пенсионерами, 7 были неактивными по другим причинам.